# Карлос Дельтур
Карлос Дельтур (фр. Carlos Deltour, 8 квітня 1864 — 29 травня 1920) — французький академічний веслувальник.
Бронзовий призер Олімпійських Ігор 1900 року в складі розпашної двійки зі стерновим.
Чемпіон Європи 1899 (розпашні двійки зі стерновим), 1900 (парні двійки) років, срібний призер 1897 року в складі розпашної двійки зі стерновим, бронзовий призер 1903 року в складі вісімки.